# Чалов, Роман Сергеевич
Рома́н Серге́евич Ча́лов (род. 7 апреля 1939, Москва, СССР) — один из ведущих российских специалистов по русловедению, с 1973 по 2023 заведующий и с 1983 по 2023 гг. научный руководитель научно-исследовательской лабораторией эрозии почв и русловых процессов им. Н.И. Маккавеева Московского Государственного Университета имени М. В. Ломоносова, c 1983 г. профессор кафедры гидрологии суши географического факультета МГУ, доктор географических наук (1978 г.). Академик Академии проблем водохозяйственных наук (1994), академик Международной академии наук Евразии (1996), действительный член Русского географического общества. Заслуженный географ Российской Федерации (2024).

## Биография
В 1961 году окончил географический факультет Московского государственного университета по специальности географ-геоморфолог. В 1966 году защитил кандидатскую диссертацию «Сравнительная характеристика морфологии русел и пойм равнинных и горных рек». В 1978 году защитил докторскую диссертацию «Русловые процессы и особенности их проявления в различных природных условиях».
Создатель и председатель Межвузовского научно-координационного совета по проблеме эрозионных, русловых и устьевых процессов при МГУ (с 1985 г.)
C 1984 года член редколлегии журнала «Геоморфология» РАН. С 1997 года член редколлегии журнала «International journal of sediment research» (Пекин, Китай, ЮНЕСКО). Член редколлегий журналов «Географический вестник» и «Вестник Удмурттского университета, Сер. Биология. Науки о Земле»

## Научная деятельность
Область научных интересов — гидрология суши, русловые процессы, эрозионные процессы, гидроэкология, флювиальная геоморфология, география русловых процессов, региональное русловедение, метод регулирования речных русел и управления русловыми процессами. Ученик Николая Ивановича Маккавеева (1908—1983).
Член Учёного совета Московского государственного университета (1996—2001) и географического факультета (с 1974 года). Был членом комиссии «Проблемы инженерной геодинамики» Научного совета РАН по инженерной геологии, гидрогеологии и геокриологии, Экспертного совета по географии программы «Университеты России — фундаментальные исследования», секции водных путей НТС Минречфлота РСФСР. Вице-президент (2000) и академик-секретарь секции русловедения и восстановления рек (1994) Академии проблем водохозяйственных наук. Член-корреспондент Европейского союза охраны почв.
В Московском государственном университете читает курсы лекций:
- Эрозионные и русловые процессы
- Методика исследований русловых процессов
- Региональное русловедение
- Водно-технические изыскания
- Инженерное и экологическое русловедение и др.

### Научные достижения
Сформулировал основные положения русловедения как науки на стыке гидрологии суши и геоморфологии.
Разработал типизация русловых процессов, морфодинамическую классификацию речных русел и русловых деформаций. Выполнил районирование Северной Евразии по русловому режиму рек и дал характеристику русловых процессов на средних и больших реках России и других стран.
Разработал концепцию географического направления в изучении русловых процессов, теорию эрозионно-русловых систем. Обосновал и реализовал картографический метод исследований русловых процессов. Обосновал принципы экологической оценки русловых процессов, методы и приёмы управления русловыми процессами и регулирования русел при транспортном освоении рек.
Подготовил 42 кандидата и 3 доктора географических наук.

## Список основных публикаций
Полный список публикаций включает более 600 наименований, включая 31 монографию и учебники .

### Учебники
- Маккавеев Н. И., Чалов Р. С. Русловые процессы. М., МГУ, 1986, 264 с.
- Чалов Р. С. Русловые исследования. (Избранные главы по курсу «Водно-технические изыскания»). М., Изд-во МГУ, 1995, 106 с.
- Чалов Р. С. Общее и географическое русловедение: Учебное пособие. М.: Изд-во МГУ, 1997. — 112 с.
- Чалов Р. С., Виноградова Н. Н., Зайцев А. А. Практические работы по курсам «Водно-технические изыскания» и «Русловые процессы». М.: Изд-во МГУ. 2003. 128 с.
- Чалов Р. С. Русловые процессы (русловедение). Учебник. Мю: ИНФРА-М. 2017. — 569 с.

### Монографии
- Чалов Р. С. Географические исследования русловых процессов. М.: Изд-во МГУ, 1979, 232 с.
- Эрозионные процессы (коллектив авторов, под редакцией Н. И. Маккавеева, Р. С. Чалова). М.; Мысль. 1984. 256 с..
- Работа водных потоков (коллектив авторов, под редакцией Р. С. Чалова). М.: Изд-во МГУ. 1987. 194 с.
- Русловой режим рек Северной Евразии (коллектив авторов, под редакцией Р. С. Чалова). М.: МГУ. 1994. 336 с.
- Водные пути бассейна Лены (коллектив авторов, под редакцией Р. С. Чалова, В. М. Панченко, С. Я. Зернова). М.: МИКМС. 1995.600 с.
- Русловые процессы на реках Алтайского региона (коллектив авторов, под редакцией Р. С. Чалова). М.: МГУ. 1996 244 с. .
- Алексеевский Н. И., Чалов Р. С. Движение наносов и русловые процессы. М.: МГУ. 1997, 170 с.
- Чалов Р. С., Алабян А. М., Иванов В. В., Лодина Р. В., Панин А. В. Морфодинамика русел равнинных рек. М., ГЕОС, МГУ, 1998, 288 с.
- Нижняя Яна: устьевые и русловые процессы (коллектив авторов, под редакцией В. Н. Коротаева, В. Н. Михайлова, Р. С. Чалова). М.: ГЕОС. 1998. 212 с.
- Чалов Р. С., Алексеевский Н. И., Лю Шугуан. Сток наносов и русловые процессы на больших реках России и Китая. М.: МГУ. 2000. 212 с.
- Беркович К. М., Чалов Р. С., Чернов А. В. Экологическое русловедение. М.: ГЕОС. 2000. 332 с.
- Русловые процессы и водные пути на реках Обского бассейна (коллектив авторов, под редакцией Р.С. Чалова, Е. М. Плескевича, В. А. Баулы). Новосибирск: РИПЭЛ плюс. 2001. 300 с.
- Румянцев И. С., Чалов Р. С., Кромер Р., Нестманн Ф. Прирдоприближённое восстановление и эксплуатация водных объектов М.; МГУП. 2001. 286 с.
- Экология эрозионно-русловых систем России (коллектив авторов, под ред Р. С. Чалова). М.: Географ. ф-т МГУ. 2002. 163 с.
- Чалов Р. С., Завадский А. С., Панин А. В. Речные излучины. МГУ. Геогр. фак. Изд-во МГУ, 2004, 371 с.
- Хомяков П. М., Кузнецов В. И., Алферов А. М., Беляков А. А., …, Завадский А. С., Конищев В. Н., .., Рулёва С. Н., Савенко В. С., …, Чалов Р. С. Влияние глобальных изменений климата на функционирование экономики и здоровье населения России, М.: ЛЕНАНД. 2005. 424 с.
- Чалов Р. С. Русловедение: теория, география, практика. Том 1. Русловые процессы: факторы, механизмы, формы проявления и условия формирования речных русел. М.: Изд-во ЛКИ. 2008. 608 с.
- Чалов Р. С. Русловедение; теория, география, практика. Том 2. Морфодинамика речных русел. М.: КРАСАНД. 2011. 960 с.
- Русловые процессы и водные пути на реках бассейна Северной Двины (коллектив авторов, под редакцией Р. С. Чалова). М.:Журнал «РТ». 2012. 492 с.
- Гладков Г. Л., Чалов Р. С., Беркович К. М. Гидроморфология русел судоходных рек. СПб.: Изд-во ГУМРФ им. адм. С. О. Макарова.. 2016. 432 с.
- Эрозионно-русловые системы (коллектив авторов, под редакцией Р. С. Чалова, В. Н. Голосова, А. Ю. Сидорчука). М.: ИНФРА-М. 2017.702 с.
- Научно-исследовательская лаборатория эрозии почв и русловых процессов имени И. И. Маккавеева: прошлое, настоящее, будущее (коллектив авторов, под редакцией Р. С. Чалова, Л. В. Злотиной, С. Н. Ковалёва). М.: Географ. ф-т МГУ. 2018. 10 2 с.
- Чалов Р. С. Русловедение: теория, география, практика. Т.№. Антропогенныевоздействия, опасные проявления и управление русловыми процессами. М.; КРАСАНД. 2019. 640 с.
- Основы эрозио- и русловедения (теоретические, экологические и методические аспекты) (коллектив авторов, под редакцией Р. С. Чалова). М.: ПринтКоВ. 2020. 155 с.
- Chalov R.S. Fluvial Processes: Theory and Applications. Vol. 1/ Drivers and Conditions of River Channel Character and Chande. Springer Nature Switzerland. 2021. 569 p.
- Чалов Р. С. Толковый терминологический понятийный словарь-справочник по русловедению. М.: Типография «Ваш формат». 2022. 142 с.

### Карты
- Русловые процессы на реках СССР. М 1:4000000. 1990;
- Русловые процессы на реках Алтайского края. М 1:1000000. 1991;
- Морфология и динамика русел рек Европейской части России и сопредельных стран. М 1:2000000. 1999.

### Статьи
- Чалов Р. С. О рисунке русла на участке слияния притока с главной рекой // Вестник МГУ. Сер. 5. География. 1964. № 1. С. 61-63.
- Чалов Р. С. Рельеф пойм // Эрозия почв и русловые процессы. Вып. 1. М.: МГУ. 1970. С. 192—204.
- Чалов Р. С. Излучины реки Вычегды // Эрозия почв и русловые процессы. Вып. 4. М.: МГУ. 1974. С. 128—142.
- Чалов Р. С. Исследование руслового режима крупных равнинных рек // Речная гидравлика и русловые процессы. Ч. 2. М.: МГУ. 1976. С. 72-84.
- Чалов Р. С. Показатели устойчивости русла, их использование для оценки интенсивности русловых деформаций и пути совершенствования // Динамика русловых потоков. Л.: ЛПИ. 1983. С. 46-53.
- Чалов Р. С. Выработанный продольный профиль и направленные вертикальные деформации речных русел // Геоморфология. 1995. № 3. С. 72-29.
- Чалов Р. С. Типы русловых процессов и принципы морфодинамической классификации речных русел // Геоморфология. 1996. № 1. С. 26-36.
- Чалов Р. С. Исследования Московского университета по проблеме русловых процессов для обоснования мероприятий по улучшению условий судоходства (1957—1995) // Современное состояние водных путей и проблемы русловых процессов. М. 1999. С. 9-16.
- Чалов Р. С. Основные схемы регулирования разветвленных русел на судоходных реках // Современное состояние водных путей и проблемы русловых процессов. М. 1999. С. 26-31.
- Чалов Р. С., Хмелева Н. В. Развитие учения об эрозионно-аккумулятивном процессе в трудах профессора Н. И. Маккавеева // Эрозия почв и русловые процессы. Вып. 7. М.: МГУ. 1979. С. 6-34.
- Чалов Р. С., Штанкова Н. Н. Сток наносов, доля стока влекомых наносов в нём и их отражение в формах проявления русловых процессов на реках бассейна Волги // Труды Академии проблем водохозяйственных наук. Вып. 9. Проблемы русловедения. М.: МГУ. 2003. С. 195—205.

## Награды
- Орден «Знак Почёта» (1980),
- Медали «Ветеран труда» (1987), «300 лет Российскому флоту» (1996), «В память 850-летия Москвы» (1997),
- Лауреат премии им. Д. Н. Анучина (1988).
- Лауреат Ломоносовской премии II степени (2004).
- Лауреат Ломоносовской премии I степени за педагогическую деятельность (2019)[1]
- Премии Учёного совета географического факультета (1993, 1996, 2002).
- Почётные знаки «Высшая школа СССР. За отличные успехи в работе» (1989), «Отличник речного флота РФ» (1999), «370 лет вхождения Якутии в Россию» (2002)
- Лауреат Ломоносовской премии за педагогическую деятельность (2020)
- Заслуженный географ Российской Федерации (2024)[2]
- Заслуженный профессор Московского университета (2009)
- Лауреат премии Правительства РФ в области науки и техники (2005)